# Rosenbauch-Schneegimpel
Der Rosenbauch-Schneegimpel (Leucosticte arctoa) ist eine Art aus der Unterfamilie der Stieglitzartigen (Carduelinae). Der Rosenbauch-Schneegimpel hat ein sehr großes Verbreitungsgebiet und kommt in drei Unterarten in Asien vor.

## Erscheinungsbild
Der Rosenbauch-Schneegimpel erreicht eine Körperlänge von sechzehn bis achtzehn Zentimetern. Ein Geschlechtsdimorphismus ist vorhanden. Die Weibchen sind etwas blasser gefärbt. Ihnen fehlt außerdem die rosa Färbung auf einzelnen Körperpartien.
Die Männchen sind in Abhängigkeit von der jeweiligen Unterart unterschiedlich stark braun und grau gefärbt. Sie haben einen rosafarbenen Bauch. Auch die Flügelbug-, Bürzel- und Oberschwanzfedern weisen einen rosafarbenen Anflug auf. Einige Unterarten weisen auch ein rosafarbenes Nackengefieder auf. Bei anderen Unterarten ist dieses hellgrau oder gar schwärzlich. Der kräftige Schnabel ist hornfarben. Die Augen sind braun.

## Geografische Variation und Systematik
Der Rosenbauch-Schneegimpel wurde 1811 von Peter Simon Pallas als Passer arctous erstbeschrieben; das Typusexemplar entstammte dem russischen Altai. Bis etwa 1993 wurden auch die nordamerikanischen Arten Schwarz-Schneegimpel (Leucosticte atrata), Braunkopf-Schneegimpel (Leucosticte australis) und Graukopf-Schneegimpel (Leucosticte tephrocotis) zu dieser Art gestellt. Untersuchungen der mitochondrialen DNA bestätigen eine enge Verwandtschaft. Man stellt die vier Arten daher heute meist in eine Superspecies.
Es werden drei Unterarten beschrieben. Bei L. a. sushkini sind die Männchen kräftiger rosa getönt als bei der Nominatform, große Armdecken, Schwingen und Steuerfedern sind grau bis graubraun. Männchen von L. a. cognata sind dunkler rosa als die Nominatform, jedoch heller als die von sushkini. Weibchen sind an Kopf und Körper heller gefärbt als die der Nominatform, Flügel- und Steuerfedern ähneln denen von sushkini.
- L. a. arctoa (Pallas, 1811) – südliche Mitte Sibiriens (Altai, westliches Sajangebirge, Tannu-ola-Gebirge), nordöstliches Kasachstan und nordwestliche Mongolei
- L. a. cognata (Madarász, 1909) – Sibirien (östliches Sajangebirge ostwärts bis ins mittlere Baikalgebirge) und nördliche Mongolei
- L. a. sushkini Stegmann, 1932 – Changai-Gebirge und westliche Mitte der Mongolei

## Lebensweise
Das Verbreitungsgebiet des Rosenbauch-Schneegimpels erstreckt sich vom Altai bis ins sibirische Kamtschatka. Der Rosenbauch-Schneegimpel ist ein Vogel der Gebirgslagen. Er bewohnt bevorzugt solche Höhenlagen, die nur einen spärlichen Baumwuchs aufweisen.

## Belege